# Kunajtirai offenzíva (2017. június)
A 2017-es kunajtirai offenzíva, kódnevén "Út Damaszkuszba", egy olyan katonai offenzíva volt, melyet a felkelők indítottak a Szíriai Arab Hadsereg ellen a szíriai polgárháború idején Kunajtira kormányzóság Madinat al-Baath városánál.

## Az offenzíva
Az offenzívát a szalafista dzsihádista csoport, a Tahrir al-Sham (HTS) indította június 24-én Madinat al-Baath, más néven Baath Város ellen. A támadás folyamán az izraeli légierő elkezdte bombázni a szíriai hadsereg városszéli posztjait, s ezalatt megsemmisítettek egy tankot és egy Silka önjáró légvédelmi gépjárművet. Izrael magyarázata szerint erre azért volt szükség, mert a Golán-fennsík általuk ellenőrzött részét több rakétatámadás is érte. A légi támadás hatására a felkelők Baath Város környékén több pontot is bevettek.
Másnapra a kormányerők minden, korábban elveszített állást visszafoglaltak. Később azonban Izrael ismét légi támadásokat mért a kormány pozíciói ellen. Ezekben két tüzérségi állást és egy lőszerekkel töltött kamiont semmisítettek meg. A támadásra a jelentések szerint ismét a Golán-fennsík izraeli részét ért támadások adtak okot. Ezután a felkelők ismét megtámadták Baath Várost.
Június 26-án Izrael ismét rakétatámadást hajtott végre, melyet követően a felkelők megtámadták a Tal Ahmar hegy stratégiai fontosságú csúcsát. A hegy elleni támadást végül visszaverték. Az izraeli légi támadás három napja alatt legalább négy szíriai katonát öltek meg.
Június 28-án reggel elmérgesedtek a szárazföldi összecsapások, melyek mellett a Szíriai Légierő is beavatkozott. A nap későbbi részében mindkét fél rakétákat is bevetett, este pedig a kormány egy nagy ellentámadásban pedig minden olyan, a felkelők kezén lévő területet visszafoglalt, mely az offenzíva alatt lett az övéké. Ezután a Szíriai Hadsereg nyugatra indult meg a felkelők kezén lévő területen, de itt az Izraeli Légierő állta útjukat, mely az Al-Samdaniyah Al-Sharqiyah területén lévő pozíciókat vette tűz alá. Izrael szerint a támadás egy a területére távedt aknavető gránátra adott válasz volt. Másnap a felkelők egy TOW tankelhárító rakétával megtámadták Madinat al-Baath területét, és ezzel újra akarták indítani az offenzívájukat.
Július 1-én a Szíriai Hadsereg az NDF segítségével folytatta az ellentámadását,  visszafoglalták Baath Várostól nyugatra a rakpartot, és így minden olyan felkelői területet visszaszereztek, melyeket ők az offenzíva idején szereztek meg. A harcok során két eltévedt tüzérségi lősrozat is az izraeli kézen lévő Golán-fennsíkon csapódott be, melyre válaszul az izraeli hadsereg rögtön célba vette azokat a szíriai kilövőállásokat, ahonnét szerintük az eltévedt rakétákat indították.
A Szíriai Hadsereg egy négynapos önkéntes tűzszünetet hirdetett, mely július 2-án éjféltől július 6. éjfélig tart. Ennek ellenére Baath Város környékén július 3-án ismét kiújultak az elszórt összecsapások, és az izraeliek helikopterei a Szíriai Hadsereg állásait vették célba.